# Pervomaiske, Hluhiv
Pervomaiske (în ucraineană Первомайське) este localitatea de reședință a comunei Pervomaiske din raionul Hluhiv, regiunea Sumî, Ucraina.

## Demografie
Componența lingvistică a localității Pervomaiske
     Ucraineană (97,32%)
     Rusă (2,68%)
Conform recensământului din 2001, majoritatea populației localității Pervomaiske era vorbitoare de ucraineană (97,32%), existând în minoritate și vorbitori de rusă (2,68%).